# Берёзовик (село, Окуловский район)
Берёзовик — село в Окуловском районе Новгородской области России. Административный центр Берёзовикского сельского поселения.

## География
Село находится в центральной части Новгородской областив зоне хвойно-широколиственных лесов, на южном берегу озера Заозерье, при автодороге А122, на расстоянии примерно 4 км (по прямой) к западу от Окуловки, административного центра района.

### Климат
Климат района характеризуется как умеренно континентальный, влажный, с относительно прохладным летом и сравнительно мягкой зимой. Средняя многолетняя температура самого холодного месяца (января) составляет −9,6 °С (абсолютный минимум — −46 °C); самого тёплого месяца (июля) — 16,9 °C (абсолютный максимум — 33 °C). Безморозный период длится около 125 дней. Продолжительность периода активной вегетации растений (со среднесуточной температурой воздуха выше 10 °C) составляет более четырёх месяцев. Среднегодовое количество атмосферных осадков — 650 мм, из которых большая часть (около 450 мм) выпадает в тёплый период. В течение года преобладают ветры юго-восточных, западных и юго-западных направлений.

### Часовой пояс
Село Берёзовик, как и вся Новгородская область, находится в часовой зоне МСК (московское время). Смещение применяемого времени относительно UTC составляет +3:00.

## Население
| 2010 | 2012 |
| ---- | ---- |
| 316  | ↘306 |

### Национальный состав
Согласно результатам переписи 2002 года, в национальной структуре населения русские составляли 95 % из 358 чел.